# آنا گان
آنا گان (به انگلیسی: Anna Gunn) بازیگر تلویزیونی و سینمایی آمریکایی است. او بیشتر برای بازی در نقش اسکایلر وایت در مجموعهٔ تلویزیونی بریکینگ بد که از شبکهٔ ای‌ام‌سی پخش شد شناخته شده‌است که برای این نقش در سال ۲۰۱۳ جایزهٔ امی برای بهترین بازیگر زن نقش مکمل در مجموعه‌های درام را دریافت کرد.

## کودکی
آنا گان زادهٔ سنتافه، نیومکزیکو است و از دانشگاه نورت‌وسترن فارغ‌التحصیل شده‌است.

## بازیگری
آنا گان را عمدتاً به‌خاطر نقش‌آفرینی‌اش در سریال محبوب برکینگ بد می‌شناسند. در این سریال که از سال ۲۰۰۸ تا ۲۰۱۳ از شبکهٔ ای‌ام‌سی پخش شد، وی نقش اسکایلر، همسر والتر وایت را بازی می‌کرد و به‌خاطر نقش‌آفرینی‌اش نیز در سال ۲۰۱۳ جایزهٔ امی برای بهترین بازیگر نقش مکمل زن در مجموعه‌های درام را از آن خود کرده‌است.
همچنین او در فیلم ارواح گمشده بازی کرده‌است.

## زندگی شخصی
همسر پیشین وی، الستر دانکن نام داشت که در حال حاضر از هم طلاق گرفته‌اند. حاصل این ازدواج دو دختر به نام‌های ایلا رز و اما بود.